# Wężorowate

Kladogram rodziny Stomiidae

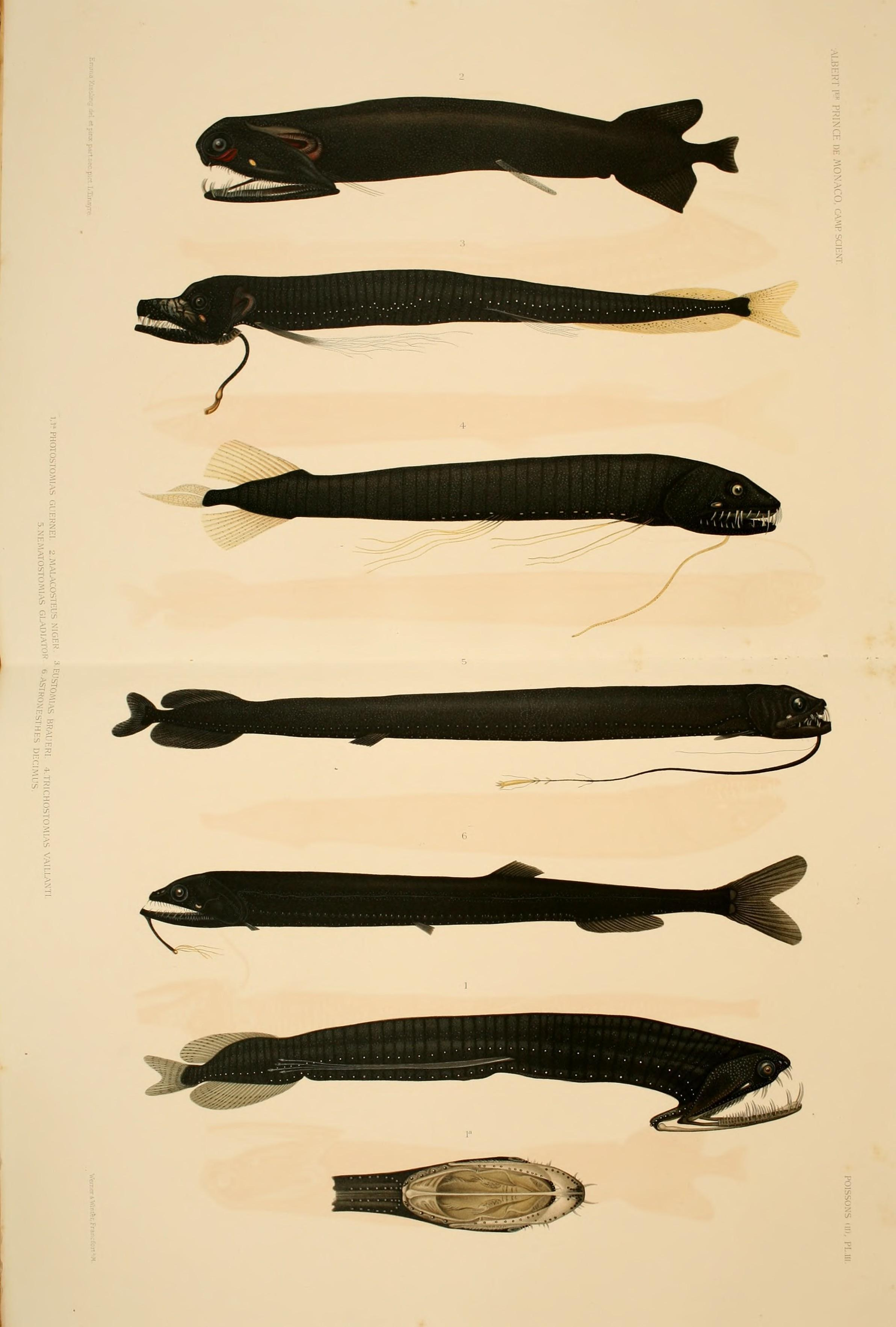
Przedstawiciele wężorowatych na rycinie z 1912 roku

Wężorowate (Stomiidae) – rodzina drapieżnych, morskich ryb promieniopłetwych z rzędu wężorokształtnych (Stomiiformes).

## Zasięg występowania
Występują w wodach mezopelagialnych i batypelagialnych wszystkich oceanów świata z wyjątkiem mórz polarnych.

## Charakterystyka
Ciało silnie wydłużone, bocznie spłaszczone. Głowa zaokrąglona, o dużym i głębokim otworze gębowym, wyposażonym w długie i ostre zęby, przystosowanym do chwytania i połykania dużych ofiar. Narządy świetlne ułożone wzdłuż boków. Niektóre gatunki mają pierwszy promień płetwy grzbietowej przekształcony w długą wić, pełniącą funkcję wabika. U innych taka wić wyrasta na podbródku. Ciało nagie lub pokryte cienkimi łuskami.
Do najbardziej znanych przedstawicieli wężorowatych należą idiakanty (Idiacanthus).

## Klasyfikacja
Rodzaje zaliczane do tej rodziny są zgrupowane w podrodzinach:
Chauliodontinae: Chauliodus
Stomiinae: Stomias
Astronesthinae: Astronesthes — Borostomias — Eupogonesthes — Heterophotus — Neonesthes — Rhadinesthes
Melanostomiinae: Bathophilus — Chirostomias — Diplostomias — Echiostoma — Eustomias — Flagellostomias — Grammatostomias — Leptostomias — Melanostomias — Odontostomias — Opostomias — Pachystomias — Photonectes — Tactostoma — Thysanactis — Trigonolampa
Malacosteinae: Aristostomias — Malacosteus — Photostomias
Idiacanthinae: Idiacanthus
Rodzajem typowym rodziny jest Stomias.